# Coccomyces leptosporus
Coccomyces leptosporus är en svampart som beskrevs av Speg. 1885. Coccomyces leptosporus ingår i släktet Coccomyces och familjen Rhytismataceae.   Inga underarter finns listade i Catalogue of Life.